# Carnival Imagination (schip, 1995)
De Carnival Imagination is een cruiseschip van Carnival Cruise Lines en is een schip uit de Fantasy-klasse. Het werd gebouwd onder de naam Imagination en voer toen onder Panamese vlag. Het schip vaart 3 en 4 daagse cruises naar de West-Caraïben en de Bahama's, vanaf Miami, Florida. In september 2008 verving de Imagination de 3 tot 4 daagse cruises van de Fascination, die vaart naar de Bahama's en Mexico.
In september 2020 maakte de Carnival Imagination haar laatste reis naar de sloopbestemming in Turkije. Als een van de oudere schepen uit de Fanasy klasse bleek het schip - in het licht van de coronapandemie - niet meer rendabel te exploiteren.

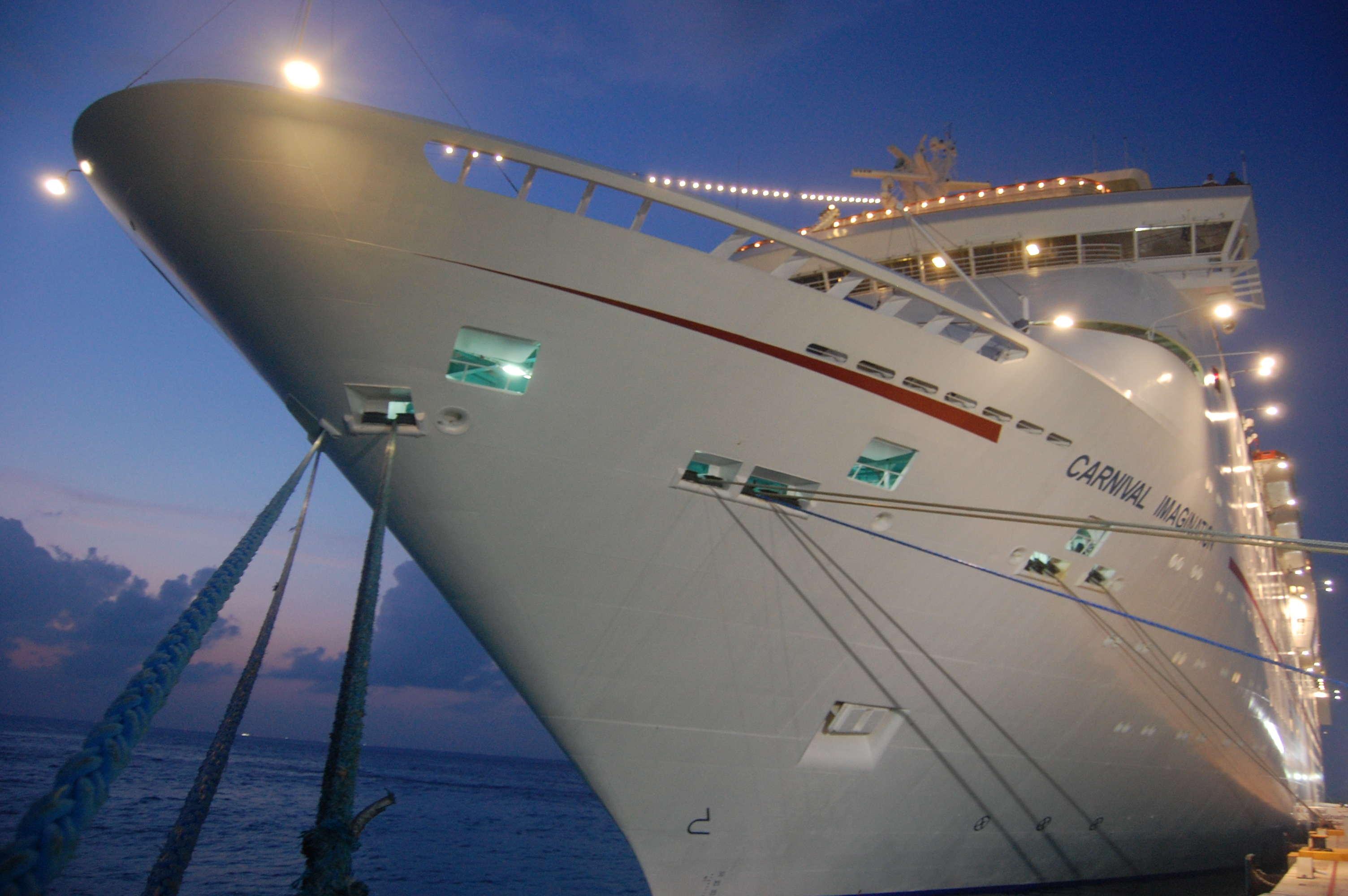
Carnival Imagination

## Openbare ruimtes
Op het schip zijn er vele openbare ruimtes, bars en restaurants voor de passagiers:
- De Dynasty Lounge
- De Curiosity Library
- De Mirage Bar
- De Pride Dining Room
- De Spirit Dining Room
- De Dream Bar
- De Shangri La
- De Vittorio's Cafe and Internet
- De Illusions Dance Club
- De Pinnacle Club
- De Xanadu Lounge
- De Horizon Bar & Grill
- De Club O2